# Pierre-Édouard Stérin
Pierre-Édouard Stérin, né le 3 janvier 1974 à Évreux, est un entrepreneur et milliardaire français, proche de la droite et de l'extrême droite françaises et s'inscrivant dans le catholicisme identitaire.
Il est le cofondateur et le principal actionnaire du groupe Smartbox, entreprise spécialisée dans la vente de coffrets cadeaux. À la suite de son premier investissement dans LaFourchette (devenue TheFork et qu'il a depuis revendue), il crée son family office : Otium Capital. Il figure au capital de médias comme Neo et Le Crayon.
Son projet Périclès, dévoilé en 2024, vise à financer le Rassemblement national et d'autres structures pour favoriser une union des droites et permettre in fine la victoire idéologique et électorale de l'extrême droite.

## Biographie

### Enfance et formation
Né d'un père expert-comptable et d'une mère travaillant dans une banque, Pierre-Édouard Stérin est élève au lycée Aristide-Briand d'Évreux en section économique. Après des études à la Sorbonne, il rentre à l'EM Lyon Business School et en sort diplômé en 1998. Lors de ses études, il milite à l'Union nationale inter-universitaire.

### Carrière
En 1998, il débute dans la salle des marchés de la Société générale — un poste qu'il quitte au bout de six mois — où il vend des produits dérivés,. Il travaille ensuite pour une courte durée comme analyste chez Exane, une société d'investissements financiers,, puis démissionne.

#### Entrepreneur
En 1999, il fonde avec deux amis la société de distribution de logiciels à domicile Black Orange,, qui devient leader en France. Mais, en raison d'une mésentente, les associés cèdent l'affaire deux ans plus tard pour « trois fois rien », au moment où la bulle Internet éclate,,. Entre 2001 et 2002, Stérin est à l’initiative d’une vingtaine de projets entrepreneuriaux qui se soldent par des échecs,,.
Notamment, il se rend aux États-Unis pour y observer les tendances du marché et rencontre à Boston un entrepreneur créateur qui propose un système d'épargne alimenté par des points de fidélité acquis en consommant. Pierre-Édouard Stérin tente d'en adapter une variante, approche plusieurs sociétés, mais n'obtient que des refus. Il tente ensuite de développer avec Philippe Deneef, entrepreneur belge, un système de cartes de fidélité valable dans plusieurs enseignes, et démarche pour cela de grands groupes français, mais à nouveau sans succès.

##### Smartbox
En 2003, Stérin s'associe avec Philippe Deneef pour lancer en France le concept de coffret cadeau créé par la société belge Weekendesk, dont ils lancent la franchise française,. En 2004, dès les premières ventes de coffrets cadeau, l'administration française tente de les interdire, au motif qu'une telle activité nécessite une licence d'agent de voyages, que Pierre-Édouard Stérin n'a pas,. Il est mis en examen. La préfecture de police intervient par téléphone pour dissuader les magasins. Les ventes des coffrets retombent à zéro. Il écrit au président Jacques Chirac et au ministre Nicolas Sarkozy. Après 18 mois de procédure pénale, il est relaxé,, car la vente d'un coffret cadeau ne comporte pas de réservation, et peut donc être assimilée à celle d'un chèque cadeau. Cette jurisprudence conduira à une loi officialisant ce nouveau métier.
À partir de 2006, sa société s'implante à l'étranger, en Europe, aux États-Unis et au Canada. En 2007, il rachète les parts de ses associés. Il rachète également la maison mère belge avec l'aide de la société Naxicap,. Il rebaptise sa société Smart&Co et crée la marque Smartbox.
En 2013, il quitte la direction de Smart&Co mais en reste actionnaire. L'année suivante, le fonds d'investissement Naxicap lui cède sa participation ainsi qu'aux dirigeants de Smart&Co. Il délocalise en Irlande le siège de l'entreprise.[Quand ?]
Au début des années 2010, Stérin tente de revendre sa société. Selon Les Échos, 2012 est une année difficile pour Smartbox, avec notamment une réduction des effectifs français, passant de 400 à 310 personnes, un retrait des marchés japonais, canadien et australien, et un recentrage sur le marché américain. Stérin donne alors mandat à la banque Lazard pour qu'elle puisse effectuer une vente. En 2018, Stérin possède encore 85% du capital de Smartbox. En 2022, la société Wonderbox, qui commercialise également des coffrets-cadeaux, est intéressée par l'acquisition de Smartbox, son rival,. Mais l'Autorité de la concurrence est réticente à ce rapprochement, et Stérin renonce fin 2023 à vendre Smartbox à Wonderbox,.

#### Investisseur

##### LaFourchette
En 2008, il investit une partie des dividendes issus de la Smartbox dans la start-up LaFourchette, service en ligne de réservation de restaurants pour les particuliers,. Alors en difficulté, les dirigeants sont accompagnés par Stérin et ses équipes dans la transformation de la société. En quatre ans, le nombre de réservations quotidiennes serait passé de 20 à plus de 20 000, à travers un réseau de plus de 12 000 restaurants partenaires en Europe. En 2014, Tripadvisor rachète LaFourchette pour un montant estimé à 110 millions d'euros. Le bénéfice de cette vente rapporte à Stérin 58 millions d'euros, qu'il réinvestit immédiatement,.

##### Otium Capital
En 2009, il lance la société d'investissement Smart Co Ventures, entièrement alimentée par ses propres fonds, les bénéfices réalisés dans le groupe Smartbox,. Smart & Co Ventures œuvre dans le domaine des start-up du secteur de la distribution de loisirs, investissant 25 millions d'euros dans sept sociétés, dont cinq spécialisées dans la réservation en ligne. Fin 2011, Smart & Co Ventures devient Otium Capital (du latin otium, signifiant « loisir » en français) afin d'affirmer l'indépendance opérationnelle du fonds d'investissement vis-à-vis de la société Smart&Co. Les Échos qualifient Otium Capital de « family office » de Stérin. En 2018, Stérin possède, via Otium Capital, des participations dans une trentaine de sociétés, pour un montant total de 200 millions d'euros investis. La revente en 2014 de LaFourchette a permis de récupérer huit fois la mise de départ. Il s'agit, en 2018, de la seule revente positive,.
En 2020, avec les fondateurs de BirchBox France, il rachète Birchbox France, filiale française du groupe américain BirchBox qui commercialise des coffrets cosmétiques en ligne, et finance la startup Tekyn (production de vêtements à la demande en circuit court),.
En 2022, François Durvye prend la direction d'Otium Capital.
Plusieurs start-up à succès ont reçu des fonds d'Otium : TheFork, Payfit, Owkin, Doctrine, Dentelia, Polène, Jimmy,. Depuis 2022, Otium Capital investit aussi dans le secteur de la réalité virtuelle avec l'acquisition d'Eclipso et Koezio, et des participations dans Sandora et Cités Immersives.
En 2024, Otium Capital gère 1,6 milliard d'euros d'actifs.
En 2024, Otium Capital recourt aux services d'Anne Méaux qui mène un lobbying pour faire progresser les causes soutenues par le Fonds du bien commun du milliardaire conservateur.
En février 2025, via Otium Capital, il se positionne pour le rachat de GMD, l'un des plus importants équipementiers automobiles français, avant de retirer son offre.

###### Analyses
Pour L'Express, Otium est un fonds d'investissement « relativement classique, qui finance start-up et entreprises capables de dégager rapidement de la valeur ». Mais, selon Les Échos, si la démarche de Pierre-Édouard Stérin avec Otium Capital est avant tout centrée sur le retour sur investissement, Stérin n'est pas un « investisseur rationnel classique » : il ne mise que 5% de ses investissements – 40 millions d'euros par an en 2018 – sur des entreprises cotées en bourse, et 1% dans l'immobilier, le reste étant engagé sur du capital risque.
Par ailleurs, L'Express indique qu'Otium Capital s'inscrit dans un projet plus global de Pierre-Edouard Stérin, celui de « façonner un monde conforme à ses valeurs ». Ce projet comporte deux dimensions : d'une part l'aspect philanthropique et d'autre part, l'aspect lucratif avec Otium, que Stérin dirige d’« une main de fer », imposant une discipline stricte à lui-même comme à ses collaborateurs, qu'il recrute en privilégiant les diplômés de Polytechnique et HEC. Selon L'Express, Stérin « ne s'embarrasse pas de morale chrétienne » quand il licencie, et un ancien collaborateur le décrit comme un patron « froid » aussi « intelligent que tranchant ».

##### Autres fonds d'investissement
Fin 2022, Otium Capital lance le fonds Resonance, dédié à des investissements dans le secteur de la French Tech,. Le choix des projets financés par Resonance est supervisé par Stérin, et les bénéfices sont soit réinvestis soit reversés au Fonds du bien commun. Le fonds Resonance a été doté de 150 millions d'euros à sa création, sans date prédéterminée pour sa clôture.
En 2024, la presse indique que Stérin s'intéresse aux entreprises en difficulté, et qu'il a créé sur ce thème, via Otium Capital, le fonds d'investissement Montyon Capital,.

###### Fonds d'investissements pour la souveraineté industrielle
En février 2023, un article de L'Express indique que Pierre-Édouard Stérin se positionne à hauteur de 150 millions d'euros sur un projet de fonds dédié à l'industrialisation en association avec Arnaud Montebourg. En avril 2023, les deux hommes se portent candidats au rachat de l'entreprise Segault, qui fournit des pièces pour l'armée et le secteur nucléaire, afin d'empêcher son acquisition par un groupe américain.
En septembre 2023, Otium Capital, société d'investissement de Stérin, et Les Équipes du Made in France, société de Montebourg, créent deux fonds, Alfeor et Utenda Capital, avec pour objectif annoncé d’œuvrer pour la souveraineté française, notamment dans le domaine du nucléaire,,.
Alfeor a pour vocation de devenir un agrégateur d'équipementiers de la filière nucléaire française, et d'augmenter la capacité de l'industrie française à construire des centrales nucléaires,. En 2024, Alfeor achète quatre entreprises, dont Les Ateliers de la Meuse, spécialisée dans les usinages et chaudronnerie. Ensemble, les quatre sociétés ont un chiffre d'affaires de 30 millions et emploient 200 personnes.

#### Médias
Stérin finance le média en ligne Neo, et à partir de 2023 un autre média en ligne, Factuel, parrainé à sa création par la présentatrice de CNews Christine Kelly et le consultant de BFMTV Dominique Rizet, qui, selon Le Monde, « épouse les inquiétudes de la droite et de l’extrême droite » ; Factuel est en cessation de paiement un an plus tard. Il entre au capital du « Crayon », média en ligne de débats s'étant « fait connaître pour avoir invité de nombreuses personnalités engagées à l'extrême droite »,. Il finance aussi l’Institut libre de journalisme, tenu par deux journalistes de Radio Notre-Dame et qui accueille notamment Geoffroy Lejeune, journaliste d'extrême droite de Valeurs actuelles,. L'Institut libre du journalisme est abrité à l’Institut de formation politique, que Le Monde décrit comme « une pépinière parisienne de la droite catholique et identitaire, [qui] forme une jeunesse de conviction conservatrice pour réinvestir le champ journalistique ». D'après Mediapart, La Nuit du Bien Commun a financé l'Institut libre du journalisme à hauteur de 33 000 euros en 2017 puis 61 000 euros en 2020.
En 2023, Pierre-Édouard Stérin est candidat au rachat d’Editis, un groupe d'édition français. Mais finalement c'est Daniel Kretinsky qui s'en porte acquéreur,.
En février 2024, il rachète le groupe Marmeladz, une agence d'influenceurs web. En mai 2024, il se porte acquéreur du magazine Marianne, avec laquelle, selon Le Monde, il partage la ligne « antiwokiste » et anti-Macron. À la suite de la mise en avant des liens entre Stérin et le Rassemblement national, la rédaction de Marianne s'oppose à l’unanimité à ce rachat. En juillet, Daniel Kretinsky met fin aux négociations avec Pierre-Édouard Stérin pour la vente de l’hebdomadaire.
En février 2025, il exprime son intérêt pour le rachat potentiel de Valeurs actuelles.
Stérin envisage, à partir de 2024, la constitution d'un réseau de plus de 300 librairies « multi-activités rentables en proposant une vaste offre culturelle et commerciale en centre-ville ou dans des zones de rencontre », il y serait organisé « 5 000 événements culturels locaux » .
Dans la première moitié de l'année 2025, Pierre-Édouard Stérin achète deux acteurs de l'infodivertissement, « Cerfia », actif essentiellement sur X, et Explore Media, actif sur plusieurs plateformes (YouTube, TikTok, etc.),.

### Vie privée
Il a cinq enfants. Sa femme a fait l'école à la maison pour les deux aînés. Il est présenté comme un catholique traditionaliste,, cependant il récuse cette appellation en se présentant comme un « catholique pratiquant » assistant habituellement à la messe dans sa forme ordinaire. De fait, s'il a participé une fois au pèlerinage Notre-Dame de Chrétienté, il a été avec son épouse un habitué des sessions de Paray-Le-Monial organisées par la communauté charismatique de l'Emmanuel.

## Exil fiscal en Belgique en 2012
En 2012, alors que François Hollande devient président de la République, Stérin fuit la France avec sa famille, craignant notamment une hausse des impôts. Il s'installe en Belgique, ce qui lui permet d'échapper à l'impôt sur les plus-values,. Le Figaro décrit ce départ en Belgique comme un « paradoxe apparent », Stérin se définissant lui-même comme un « patriote » qui voudrait « servir et aider son pays ». L'Humanité qualifie Stérin d'« évadé fiscal » et de « drôle de patriote ». Le Figaro indique que, à la différence de la très grande majorité des grandes fortunes ayant fui l’impôt, Stérin affirme reverser à des associations en France les sommes économisées grâce à son installation en Belgique, qu’il estime entre 200 000 à 300 000 euros. Stérin affirme que la gestion privée est plus efficace que la gestion publique et préfère répartir des fonds à sa discrétion plutôt que de payer des impôts, qu’il estime mal utilisés par l’administration publique,.
Stérin s'installe en Belgique également pour fuir la pression administrative française. Il a notamment eu à vivre plusieurs contrôles fiscaux et un procès intenté par l'administration concernant son entreprise Smartbox, avant d'être relaxé après un an de procédure judiciaire,,,. En 2023, Le Figaro décrit Stérin comme étant encore affecté par la descente de police à son domicile et les gardes-à-vues. Stérin affirme avoir subi chaque année un contrôle malveillant de l'inspection du travail, et, en dix ans, une dizaine de procès, dont il n'a perdu aucun, mais qui l'ont « usé », en raison d'un « stress permanent ».  
Une fois en Belgique, Stérin crée une holding belge qu'il nomme « B.A.D. 21 » en référence à l'année 2021, date à laquelle il veut avoir donné tous ses actifs en vue d'une reconversion dans les actions caritatives, un projet décidé en 2012, lorsqu'il quitte la France,. Stérin crée plusieurs entreprises en Belgique, notamment Reload Labs dans le secteur du parfum,. Mais ses entreprises belges échouent.
Arnaud Montebourg, un associé de Stérin, « tique un peu » sur l'exil fiscal de Stérin et lui demande de revenir s'installer en France,. Selon La Lettre, Stérin est « conscient d'un défaut de cohérence », et en conséquence annonce en 2022 qu'il prépare son retour en France « dans les prochaines années ». Deux ans après, il n'est toujours pas revenu,.

## Fortune
Challenges estime sa fortune à 100 millions d'euros en 2017, puis 800 millions d'euros de 2018 à 2020. En 2022, elle est d'un milliard d'euros, faisant de Stérin le 113e Français le plus fortuné. En 2024, elle est estimée à 1,2 milliard d’euros. En 2025, sa fortune est estimée à 1,6 milliard d'euros.
À partir de 2017, Stérin est plusieurs fois 1er business angel de France devant Xavier Niel aux classements AngelSquare-Challenges : en 2017 avec 70 millions d'euros investis dans 30 participations, en 2019 avec 42 millions d'euros investis dans 24 projets, en 2020, avec 80 millions d'euros investis dans 20 participations, et en 2022, avec 155 millions d'euros investis dans 30 startups.

## Financement de projets associatifs

### Nuit du Bien Commun
En 2017, il cofonde La Nuit du Bien Commun, un fonds de dotation à visée sociale et humanitaire et à but non lucratif. Le fonds a pour objectif de collecter des financements, auprès d'entreprises et particuliers, puis de les reverser à des associations s’inscrivant dans le cadre de l’intérêt général au sens de l'article 200 du code général des impôts,,,.
Médiapart révèle que la Nuit du Bien commun finance des structures idéologiquement très homogènes, parmi lesquelles figurent des établissements privés hors contrat du réseau Espérance banlieues visés par des accusations de violences volontaires sur mineurs et de racisme, la chaîne YouTube « Je révise avec toi » qui enseigne l'histoire avec une vision politique de droite, ou encore l’application « Canto » accusée de diffuser des chants militaires fascistes espagnols ainsi que de l'Allemagne nazie,.
L'Express estime que certaines associations financées sont identitaires ou anti-avortement.
En juin 2025, il est annoncé le départ de Pierre-Édouard Stérin du conseil d’administration du fonds de dotation. Cette évolution doit permettre de « conserver son caractère strictement philanthropique » à La Nuit du Bien Commun, Pierre-Édouard Stérin se recentrant sur son projet politique Périclès.

### Fonds du bien commun
Stérin se dit peu attaché aux biens matériels,. Il signe en 2018 l'appel « Changer par le don » qui incite les « Français aisés à donner au moins 10 % de leurs revenus annuels ou de leur patrimoine à des fins philanthropiques »,. La même année, il commence à préparer sa reconversion vers le domaine caritatif en rendant son patrimoine plus liquide, afin de pouvoir le céder en 2021.
Fin 2021, Stérin crée le « Fonds du bien commun », auquel il annonce qu'il donnera sa fortune en déshéritant ses enfants,,,. Alban du Rostu, son « bras droit », dirige cette structure de 2021 à l'été 2024, il est remplacé par Edward Whalley à son départ,. 
Les organisations soutenues par le Fonds du Bien commun comptent l’association Talents et foi, l'association SOS Calvaires qui restaure des calvaires, le réseau associatif Familya qui se donne pour mission de « prévenir les ruptures conjugales », l'association Lazare, l'enseigne Café Joyeux, le programme « Je Bouge pour mon moral » qui lutte contre la dépression et le réseau Acutis, qui accompagne et forme des créateurs de contenu catholiques comme Paul-Adrien d'Hardemare,, qui a indiqué s'être retiré du réseau en mars 2025.
Pour Mediapart , Stérin est un bailleur de fonds antigenre dont on peut « questionner le bien commun » et qui finance des organisations « dispensant la bonne parole ». Mediapart note que le soutien à ces organisations permet au Fonds du bien commun de bénéficier d'une déduction fiscale alors que Stérin est un exilé fiscal.
Le 28 août 2024, après la divulgation par la presse française du projet Périclès (voir infra), la Fondation Roi Baudouin suspend son soutien au fonds de Pierre-Édouard Stérin, en opposition aux « valeurs réactionnaires » de ce dernier.

### Studio 496 et label «Les plus belles fêtes de France»
En juillet 2025, le journal L'Humanité indique que Stérin est devenu actionnaire du Studio 496 en mai 2025. L'agence coordonne l'association Les plus belles fêtes de France, qui décerne un label à 60 évènements culturels cette année-là (comme le Festival des Filets bleus). Le quotidien associe cet investissement du milliardaire au projet Périclès. Le Figaro présente l'association comme une initiative visant à préserver le patrimoine français après la disparition selon lui de 30 % des fêtes traditionnelles. Le 2 juin, l'association réalise sa soirée de lancement au Sénat. Elle est parrainée par la sénatrice de Loire-Atlantique Laurence Garnier et reçoit le soutien du présentateur Stéphane Bern.
Fin juillet et début août, les liens du studio avec Stérin amènent des comités organisateurs de fêtes à réagir, ce qui est repris par Mediabask, Ici, Sud Ouest et France 3,. Des fêtes labellisées du Pays basque (comme la Fête du Piment d'Espelette) décident de demander à quitter l'association et ou à ce que leur labellisation (quand elles en ont une) leur soit retirée, émettant des inquiétudes sur le risque de récupération politique. Des fêtes de Gironde font de même (incluant les Bœufs Gras de Bazas). Plusieurs fêtes de Nouvelle-Aquitaine mentionnent le manque de transparence,,. Une autre annonce qu'elle ne procédera pas à ces démarches tant qu'aucune idéologie ne lui sera imposée. Et une fête remet sa décision à la rentrée.
L'association réagit le 7 août par le biais de son co-fondateur en indiquant qu'elle serait apolitique malgré les liens avec Stérin. Alors que de nombreuses fêtes préfèrent quitter le dispositif en raison des liens opaques ou de cette proximité, et que l'une d'elle au contraire indique avoir subi des pressions pour quitter l'organisme, ce qu'elle se refuse de faire, l'association parle d'un « acharnement médiatique » et de « la politisation d'un sujet qui ne l'est pas ».
Le sujet est médiatisé au niveau national, évoquant la proximité de membres de l'association avec Stérin. Le sujet atteint la Bretagne historique, ce qui entraîne le retrait de plusieurs fêtes. L'association est accusée de malhonnêteté. Des questionnements sont collectés par Le Télégramme et Ouest-France autour des liens avec le milliardaire (notamment au Festival des Filets Bleus) à partir du 8 août,. Plusieurs évènements non-rattachés mais ajoutés sur le site ont demandé à ne plus y apparaître. Un festival affirme avoir été contacté souvent et presque harcelé pour obtenir son adhésion. Les confédérations Kenleur et Sonerion ont dénoncé le label, parlant d'instrumentalisation. Un festival refuse de quitter le label et se questionne sur l'origine des accusations.
Suite à la polémique, les éditions Michelin, qui devaient intégrer les 60 évènements à un guide, annoncent vouloir en discuter avec l'association à la rentrée tout en indiquant rester vigilantes pour garantir le caractère « apolitique  » de ses actions.

## Engagement politique
Stérin se revendique libertarien, défavorable à toute intervention de l’État dans l’économie. L'Express et Le Monde le décrivent comme conservateur social, anti-avortement, proche de La Manif pour tous, favorable à ce que son épouse reste à la maison, et adepte de la théorie du complot du grand remplacement. Stérin finance le site Maman vogue qui suggère aux femmes de s'abstenir de tout recours à l'interruption volontaire de grossesse. Selon Mediapart, la « charte RH du Bien commun » prône « une politique chrétienne, antiprogressiste », l'adoption d'un calendrier rythmé par les fêtes du calendrier liturgique chrétien, la prohibition de l’écriture inclusive. Aussi, d'après Mediapart, Stérin suit l'exemple de Vincent Bolloré, et « utilise sa fortune pour évangéliser la France ».
Depuis 2015, il souhaite investir une partie de sa fortune sur une personnalité politique et mène dans ce but ce qu'il nomme un « tour du marché politique ». Son « bras droit », Alban du Rostu, lui sert de relais avec les leaders de la droite : Éric Ciotti, Laurent Wauquiez, David Lisnard et François-Xavier Bellamy. Il rencontre diverses personnalités, essentiellement de droite et d'extrême droite telles que Marion Maréchal, François-Xavier Bellamy, Bruno Retailleau, Virginie Calmels, David Lisnard et Éric Zemmour. Selon L'Express, à l'issue de ces entretiens, il leur aurait attribué une note, mais a toujours été déçu. Il organise par ailleurs régulièrement des « apéros du bien commun » réunissant grands patrons, acteurs du monde associatif catholique et responsables politiques de droite et d’extrême droite,.
En 2021, pendant la campagne pour l'élection présidentielle française de 2022, la presse le présente comme sympathisant d'Éric Zemmour,. Paris Match le décrit comme « appréciant les envolées traditionalistes du journaliste », et Stérin aurait « approuvé » l'engagement de Zemmour dans la course présidentielle. Mais Stérin dément tout soutien ou contribution à la campagne d’Éric Zemmour et à son parti politique,,. Il affirme avoir rencontré Éric Zemmour « comme une vingtaine d’hommes et de femmes politiques du centre et de droite au cours de ces dernières années », mais aussi « des responsables de gauche patriotes » avec lesquels il partage nombre de valeurs,. Il rencontre plusieurs fois Éric Zemmour, mais s'en éloigne lorsque la campagne commence, étant en particulier méfiant au sujet de la place accordée à sa compagne et conseillère, Sarah Knafo : « Un homme qui choisit mal sa femme choisira mal ses ministres. Et celui qui la trompe, trompera aussi les Français ». En 2022, il approche Arnaud Montebourg et Bernard Cazeneuve sur le thème de la souveraineté industrielle.
D'après Le Monde et Challenges, Stérin joue un rôle influent au sein du Rassemblement national (RN). En 2024, il facilite la vente de la propriété de la famille Le Pen à Rueil-Malmaison pour 2,5 millions d'euros en finançant son achat par François Durvye, numéro deux d'Otium Capital. Celui-ci est le conseiller économique de Marine Le Pen depuis 2021,,, et assiste Jean-Philippe Tanguy dans la rédaction du programme des élections légistlatives. Stérin rencontre Marine Le Pen pour la première fois lors d'un dîner en 2021 au domicile de Durvye, mais ils n'ont pas d'affinités immédiates, Stérin jugeant Le Pen trop à gauche sur les questions économiques. Plusieurs candidats de l'alliance menée par le RN et le président contesté des Républicains Éric Ciotti lors des élections législatives de 2024, notamment Typhanie Degois ou Vincent Trébuchet - employé de la « start-up studio » de la Fondation du bien commun -, sont plus ou moins des « proches » de Stérin. François Durvye cherche à infléchir le programme économique du RN afin de le rendre compatible avec la ligne libérale prônée par Stérin.
Il est décrit par Le Monde comme un admirateur d'Elon Musk et Donald Trump. Inspiré par le libertarien Peter Thiel, il étudie des projets de création de nouveaux pays destinés à être vendus à des communautés, s'intéressant notamment à la possibilité de faire de la Corse une terre libertarienne.
Selon Le Monde, Pierre-Édouard Stérin est entendu en juin 2024 par la justice française pour une éventuelle intervention dans un système illégal de financement des campagnes électorales du Rassemblement national (RN) lors des élections municipales de 2020 pour Marseille, Nice et Lyon ainsi que les élections régionales de 2021 pour les régions Centre Val-de-Loire, PACA, Normandie et Occitanie. Le questionnement concerne des prêts accordés à des candidats dont Stéphane Ravier, Philippe Vardon et Thierry Mariani,.
D'après Mediapart, Pierre-Edouard Stérin est favorable à une politique nataliste identitaire et raciste en affirmant vouloir en France « plus de bébés de souche européenne » baptisés catholiques. Dans une vidéo filmée depuis sa webcam, il exhorte les nouvelles générations à se marier jeune, à faire « un  maximum de bébés » et les invite à diffuser « une image positive de la famille ».

### Projet Périclès
Le projet Périclès de Pierre-Édouard Stérin, dévoilé en avril 2024 par La Lettre puis en juillet de la même année par L'Humanité, a pour objectif de mettre au pouvoir en France ce qu'il présente comme une alliance de l'extrême droite et de la droite libérale conservatrice. Par une stratégie de « victoire idéologique, électorale et politique », il entend combattre « socialisme, wokisme, islamisme, immigration » ou encore « laïcité agressive ».
Coordonné par Arnaud Rérolle,, le projet prévoit d'influencer le débat public à travers les médias, les réseaux sociaux et la « production intellectuelle », notamment à travers des « baromètres » sur l'« islam et l'insécurité », l'« immigration » et l'« extrême gauche », dont les résultats seraient diffusés sur des médias partenaires dans toute la France. Les documents internes du projet mentionnent également l'organisation d'un voyage d'étude dans la Hongrie de Viktor Orbán « pour s'en inspirer » et proposent d'offrir une « consultance opérationnelle » pour aider le RN à gagner 300 grandes cibles urbaines où il a traditionnellement du mal lors des élections régionales.
Le projet Périclès s'inspire également des mouvements religieux et libertariens américains qui ont contribué à la réélection de Donald Trump. Arnaud Rérolle échange notamment avec des membres de la Heritage Foundation, le think tank conservateur qui a largement inspiré la plateforme présidentielle de Trump pour 2024. Une enveloppe de 150 millions d'euros sur dix ans est prévue, indépendante du Fonds du bien commun, avec 3,5 millions déjà investis en 2024.
Outre un soutien privilégié au RN, Périclès ambitionne de former et soutenir des candidats indépendants en vue des élections municipales de 2026, en intervenant à différents niveaux de la société : juridique, médiatique, politique et administratif,,,. Parmi les initiatives, figure également l'acquisition d'un institut de sondage.
En janvier 2025, La Lettre rapporte qu'au moins 24 structures de droite ou d'extrême droite ont déjà reçu un financement par le projet, en vue de promouvoir « l'effacement de l'État au profit du marché » et de soutenir des thématiques conservatrices. Ces financements incluent des organismes de formation politique (l'Institut de formation politique, Politicæ), l'entreprise Data Realis Conseil, partenaire des médias d'extrême droite Le Journal du dimanche, Boulevard Voltaire et Frontières, ou encore des médias comme L'Incorrect ou Contrepoints. Le projet finance également l'Observatoire de l'immigration et de la démographie, tandis que  l'école de formation des maires Politicæ peine à se concrétiser malgré les importants moyens annoncés, selon Le Monde.
Le 23 avril 2025, Pierre-Édouard Stérin et Arnaud Rérolle sont convoqués par la commission d'enquête de l'Assemblée nationale sur l'organisation des élections afin de s'expliquer sur les financements politiques prévus dans le projet Périclès. L'un comme l'autre refusent de s'y rendre, invoquant à la fois des contraintes d'agenda et une absence de « lien », selon eux, entre les « activités professionnelles » du milliardaire et le sujet de la commission d'enquête,. A. Rérolle est finalement auditionné le 6 mai suivant, tandis que Stérin s'y dérobe de nouveau le 14 puis le 20 mai, s'exposant ainsi à de potentielles sanctions pénales,. Les parlementaires voulaient l'interroger sur les 20 millions d'euros qu'il veut verser chaque année, pour, selon les députés, « influencer la vie politique française » ; Pour Thomas Cazenave (président de la commission d'enquête), le refus de comparaître est très rare ; « rien ne justifie que Monsieur Stérin se place au-dessus des lois de la République ». L'homme d'affaires craint pour sa sécurité mais, quelques minutes avant, il choisit Cnews pour s'attaquer aux députés,.

### Rachat de médias
Le 27 juin 2024, les négociations exclusives pour la vente du magazine Marianne détenu par le groupe CMI à Pierre-Édouard Stérin sont suspendues. En effet, les journalistes ont validé à 80 % des votants une grève reconductible pour empêcher cette cession, afin de garantir l'indépendance du magazine et malgré des garanties sur le choix du directeur de rédaction. « On veut l’arrêt total de la vente », explique une journaliste sous le couvert de l’anonymat, quelques minutes après le vote de la grève.
Par ailleurs, Pierre-Édouard Stérin multiplie les acquisitions et les investissements dans des médias à partir de 2023 (voir supra).